# Елде
Елде (њем. Oelde) град је у њемачкој савезној држави Северна Рајна-Вестфалија. Једно је од 13 општинских средишта округа Варендорф. Према процјени из 2010. у граду је живјело 29.582 становника. Посједује регионалну шифру (AGS) 5570028, NUTS (DEA38) и LOCODE (DE OEL) код.

## Географски и демографски подаци
Елде се налази у савезној држави Северна Рајна-Вестфалија у округу Варендорф. Град се налази на надморској висини од 90 метара. Површина општине износи 102,6 km². У самом граду је, према процјени из 2010. године, живјело 29.582 становника. Просјечна густина становништва износи 288 становника/km².

## Партнерски градови
- Ниски